# Голуб, Олег Витальевич
Оле́г Вита́льевич Го́луб (род. 17 апреля 1971 года, Магнитогорск, СССР) — российский актёр и режиссёр театра и кино, сценарист и телеведущий. Известен как актер мюзикла «Норд-Ост», телеведущий Первого канала программы «100%», кинорежиссер и автор сценариев короткометражных фильмов проекта #ЖИТЬ.

## Биография и карьера
Родился 17 апреля 1971 года в городе Магнитогорск на Урале. Практически сразу семья переехала на Крайний Север в город Лабытнанги Ямало-Ненецкого автономного округа. В 5 лет начал обучение в музыкальной школе по классу «фортепиано», которое продолжалось 8 лет. В 6 лет пошел в первый класс в среднюю школу № 3. В возрасте 9 лет переехал в город Салехард, где и окончил среднюю школу № 6 с серебряной медалью в возрасте 16 лет. Окончил там же музыкальную школу № 2.
С четвертого класса школы мечтал стать кинорежиссером, однако передумал в последнем классе и поступил в возрасте 16 лет в Уральский государственный университет на физический факультет в городе Свердловске (Екатеринбурге) на кафедру компьютерной физики, где был самым юным первокурсником Университета. Специализация «Оптика полупроводников и радиоспектроскопия».
Во время учебы в Университете активно участвовал в творческой жизни факультета. На первом же курсе факультетского Дня первокурсника получил приз за лучшую мужскую роль (Санчо Панса). Был взят в творческую команду представлять физический факультет на университетском Дне первокурсника. И там тоже получил приз за лучшую мужскую роль (Буратино).
Все пять лет обучения играл в постановках и пел в студенческом театре миниатюр — «Большом каноническом ансамбле Гиббса» (ГИББС) и в студенческом отряде «Гелиос», где так же жил активной творческой жизнью — ставил отрывки, готовил выступления, пел песни.
После окончания Университета проработал два года младшим научным сотрудником в Институте машиноведения Уральского отделения Российской Академии наук. Однако, уже в год защиты диплома снялся в первом своем фильме «Тишина» на Свердловской киностудии и тем же летом сделал первую попытку поступить в театральный институт в Москве. Не поступив, вернулся в Екатеринбург и прошел прослушивание в театр «Старый дом» под руководством Н. А. Стуликова. Только на третий год удалось поступить в театральный институт — в мастерскую О. Л. Кудряшова в Российский институт театрального искусства — ГИТИС.
На втором курсе прошел кастинг на «Престиж-радио» 101,7 и стал ведущим программы «Дайджест журнала „Путешественник“».
На третьем курсе прошел отбор среди театральной молодежи Москвы на Первом канале и был принят ведущим в программу «Дисней-клуб» компании Buena Vista Production. Из-за кризиса в России, разразившегося в 1998 году, программа так и не вышла. Но руководитель программы Сергей Супонев решил выпустить русскую версию программы под названием «100%». Где Олег и проработал ведущим два года. Он же и спел песню для заставки этой программы «Если дома ты один…» вместе с Сергеем Супоневым, Сергеем Чекрыжовым (композитором этой песни) и Леной Перовой.
После ГИТИСа прошел прослушивание и был принят в театр-кабаре «Летучая мышь» Григория Гурвича.
Проработав полтора года в театре прошел отбор в мюзикл «Норд-Ост». Был принят на позицию свинга, но уже после нескольких репетиций был переведен в основной состав на роль Стрелка.
Затем работал в театре-студии под руководством Алексея Рыбникова. Специально для него Алексей Львович Рыбников принес песню для Артемона в мюзикл «Буратино». Потом была роль Охотника в мюзикле «Красная шапочка», после которой Олег и закончил театральную актерскую карьеру.
В 2007 году получил первый режиссерский опыт — поставил новогодний мюзикл и рождественский концерт для отеля «Mariott» на Хайнане (Китай). И в этом же году получил предложение от банка «ДельтаКредит» поставить спектакль. После чего и началась режиссерская карьера.

## Теракт
23 октября 2002 года в начале второго действия мюзикла «Норд Ост» в зал проникли террористы, которые остановили спектакль. Три дня удерживали зрителей и актеров в зале в качестве заложников. Олег был в этом момент на сцене. 26 октября, в результате штурма спецназа был освобожден и направлен в больницу, где провел две недели.

## Актер
- Шоу-ревю «Великая иллюзия»[2][3] («Театр-кабаре „Летучая мышь“ Григория Гурвича»), 1999—2001 г. Стрелок в мюзикле «Норд Ост»
- Мюзикл «Норд-Ост». Режиссеры Г.Васильев, А.Иващенко. Стационарная версия: роль — Стрелок.[4] Гастрольная версия: роль — Валька Жуков, Продюсерская компания «Линк», 2001—2004 г.
- Музыкальный спектакль «Упаковка». Режиссер Елена Богданович, Театральный Центр «Основа», 2005 г.
- Музыкальный спектакль «Аршин мал алан»[5]. Режиссер И.Ханбудагов. Гл.роль — Аскер, 2006 г.[6]
- Мюзикл «Буратино»[7]. Режиссер А.Фейген. Кот Базилио, Арлекин, Артемон (Театр-студия под руководством Алексея Рыбникова), 2007 г.
- Мюзикл «Красная шапочка». Режиссер А.Рыхлов. Охотник (Театр-студия под руководством Алексея Рыбникова), 2008 г.

## Режиссер
- Спектакль «The Family That Never Was», Олбани, штат Нью-Йорк, США, 2022 г.;
- Мюзикл «Норд-Ост», ассистент режиссера гастрольной версии и педагог актерского мастерства детской труппы, Москва, Россия, 2001—2004 г.;
- Мюзикл «Ледяное сердце» Москва, Россия, 2012 г.;[8][9]
- Опера «Слоненок» Таллинн, Эстония, 2016 г.;[10][11]
- Множество проектов с 2007 года — фильмов, спектаклей, мюзиклов, имиджевых фильмов для компаний и организаций: Сбербанк, ЛУКОЙЛ, Ascensia, Росбанк, Банки.ру, 1С-Рарус, Юникредит, JTI, Регистратор РОСТ, Мои права, DenizBank (Турция), ОДАС Сколково, Bayer, СМП-банк, Азбука вкуса, USM advisors, Фаберлик, АтомЭнергоМаш, Техснабэкспорт, Вторая грузовая, UCS, Beiersdorf («Nivea»), ДельтаКредит, Marriott (Хайнань);
- Мастер-класс по актерскому мастерству на актерском факультете Howard University, Вашингтон, США, 2013 г.;
- Русский вечер к юбилею Л. Н. Толстого в Мэрилендском университете, США, 2018 г.

## Телевидение и радио
- Ведущий радиопрограммы «Дайджест журнала „Путешественник“ на „Престиж-радио“» 101.7 FM (1996)
- Ведущий телепрограммы «100%» на Первом канале (1999—2001)[12]
- Ведущий прямого эфира передачи «Дневной марафон» на 7ТВ (2002—2003)
- Ведущий прямого эфира программы «С добрым утром!» на телеканале ТДК (2003—2009)
- Режиссер интерактивного прямого эфира канала ТДК (2007—2010)
- Ведущий передачи «Шоу рекордов Гиннесса» на ДТВ (2006—2008)
- Ведущий передачи «Солнечное утро» на телеканале Доверие (2011)

## Чтец аудиокниг
- «Звездная тень» С.Лукьяненко;[13]
- «Геном» С.Лукьяненко;[14]
- «Желток яйца» В.Аксёнов;[15]
- «Тайм-аут» В.Шендерович;[16]
- «Как относиться к себе и к людям, или Практическая психология на каждый день» Н. И. Козлов.[17]

## Режиссёр и автор фильмов для проекта #ЖИТЬ
С 2016 года сотрудничает с проектом #ЖИТЬ в качестве сценариста и режиссера-постановщика. В декабре 2016 вышел первый короткометражный фильм «Все, что важно — рядом с тобой!». Всего к настоящему времени снято 15 фильмов.
- 1. «Все, что важно — рядом с тобой!»[18]
- 2. «Они живы, пока мы их помним!»[19]
- 3. «Ваше решение может быть чьей-то мечтой!»[20]
- 4. «Сокровище времен блокады»[21]
- 5. «Жить — это никогда не терять надежду»[22]
- 6. «Пусть это будет не зря»[23]
- 7. «Материнская любовь не стареет»[24]
- 8. «Вы — главные волшебники для ваших детей»[25]
- 9. «Новый год может исправить наши ошибки»[26]
- 10. «Прощать — значит жить»[27]
- 11. «Воспитание мужества»[28]
- 12. «Добавьте чудес в жизнь ваших Принцесс!»[29]
- 13. «День России»[30]
- 14. «Чудеса вы можете творить сами!»[31]
- 15. «Мы нужны близким, поэтому должны жить»[32]

## Жюри фестивалей
- Председатель жюри в течение пяти лет ежегодного Международного фестиваля детских и юношеских русскоязычных театров США и Канады, Вашингтон, (2013 г. — 2017 г.);[33]
- Член жюри 20-го международного театрального конкурса «Роза Ветров» при поддержке Правительства Москвы, Фонда «Русский Мир» и Министерства культуры РФ, Москва, (2014);
- Член жюри европейского театрального фестиваля «Szenarium», (2017, 2018);[34][35]
- Председатель жюри театрального фестиваля «Театральная вольница», Ростов на Дону, (2018);[36][37]
- Председатель жюри театрального фестиваля «Успешные каникулы», Астрахань, (2019);
- Член жюри Международного кинофестиваля в Орландо, США, (2020);[38]
- Член жюри Международного фестиваля социальной рекламы «ЛАЙМ», проводимого ВШЭ, Москва, (2020, 2022).[39]
- Член жюри Международного детского кинофестиваля "Киноша", Москва (2024).[40]

## Фильмография
| Год  |   | Название                        | Роль                             | Режиссер. Компания                                         |
| ---- | - | ------------------------------- | -------------------------------- | ---------------------------------------------------------- |
| 1992 | ф | Тишина                          | Лейтенант                        | Режиссер О.Воронцов. Евразия(Свердловская к/ст)            |
| 1992 | ф | Постскриптум                    | Студент                          | Режиссер С.Селиверстов. Евразия(Свердловская к/ст)         |
| 1998 | ф | Сибирский цирюльник             | Приближенный царя                | Режиссер Н.Михалков. Студия «ТриТэ»                        |
| 2001 | с | Линия защиты                    | Прокурор                         | Режиссер В.Дербенев. НТВ                                   |
| 2001 | с | Любовь.ru                       | Представитель Microsoft          | Режиссер М.Сулейманова. «Крона»                            |
| 2005 | ф | Икона                           | Дублер                           | Режиссер Чарлз Мартин Смит. Hallmark Entertainment (США)   |
| 2005 | с | Жизнь — поле для охоты          | Максим Сухаревский               | Режиссер В.Волков. «Телефильм». РТР                        |
| 2006 | ф | Андерсен. Жизнь без любви       | Вокал. 4 голоса                  | Режиссер Эльдар Рязанов. Кинокомпания «Гулливер»           |
| 2007 | с | Две сестры                      | Испанский журналист              | Режиссер О.Массарыгин. МГ Медиа. Россия-1                  |
| 2007 | с | Александровский сад             | Водитель Сталина                 | «Пиманов и партнеры». Первый канал                         |
| 2008 | с | Татьянин день                   | Финансист                        | Режиссер Е.Гранитова. Амедиа. Первый канал                 |
| 2008 | с | ГИБДД и т.д.                    | Водитель                         | Режиссер Влад Николаев. Леан-М                             |
| 2008 | с | Автобус                         | Дмитрий, журналист               | Режиссер В.Нахабцев(мл). А ТВ Продакшн, Форвард-Фильм. НТВ |
| 2008 | с | Похождения нотариуса Неглинцева | Шелковников                      | Режиссер Е.Звездаков. Амедиа.ТВЦ                           |
| 2008 | с | Однажды будет любовь            | Адвокат                          | Леан-М. РТР                                                |
| 2009 | с | Маргоша                         | Петр Корнеев                     | Режиссер А.Силкин. Костафильм. СТС                         |
| 2010 | с | Папины дочки                    | Петрович                         | СТС                                                        |
| 2010 | с | Побег                           | Адвокат                          | Режиссер А.Малюков. Студия «Русский проект». Первый канал  |
| 2011 | с | Новости                         | Портье                           | Режиссер С.Арланов. Костафильм. СТС                        |
| 2011 | ф | Ельцин. Три дня в августе       | Сергей Шахрай                    | Режиссер А.Мохов. Мостелефильм. НТВ                        |
| 2011 | с | Одна за всех                    | Переводчик испанского президента | Режиссер А.Жигалкин. СТС                                   |
| 2011 | с | Все к лучшему                   | Бизнесмен                        | Режиссер Д.Магонов. ПЦ «Леан-М». Россия 1                  |
| 2011 | с | Молодожены                      | Бизнесмен                        | Режиссер А.Богатов. Good Story media. СТС                  |
| 2011 | с | Гюльчатай                       | Менеджер завода                  | Режиссер Р.Просвирнин. Кинокомпания Русское. Россия-1      |
| 2012 | с | Одна за всех                    | Фил-англичанин                   | Режиссер А.Жигалкин. СТС                                   |

## Награды
- Гран-при VIII фестиваля социальной рекламы «ЛАЙМ», проводимого ВШЭ, за фильм «Они живы, пока мы их помним!», Москва, (2018);[41][42]
- Фильм «Они живы, пока мы их помним!» включен в коллекцию лучших промо-роликов Первого канала, Москва, (2018);[43]
- Победитель в номинации «Видеореклама» фестиваля социальной рекламы «ЛАЙМ», проводимого ВШЭ, за фильм «Сокровище времен блокады», Москва (2018);[44]
- Призовое место в номинации «Видеореклама» фестиваля социальной рекламы «ЛАЙМ», проводимого ВШЭ, за фильм «Все, что важно — рядом с тобой!», Москва (2018);[44]
- Почетный приз Международного фестиваля военного кино им. Озерова (МФВК им. Озерова) за фильм «Они живы, пока мы их помним!», Тула (2018);
- Серебряный призер премии HR-БРЕНД 2010 (номинация «МИР») — самой престижной российской награды в сфере работы с персоналом, за проект «Конкурс французской песни» Росбанка, Москва, (2010);[45]
- «Лучший кадровый проект по развитию и формированию корпоративной культуры» конкурса «Лучший кадровый проект» за фильм-спектакль «1001 ночь» банка «ДельтаКредит», Санкт-Петербург, (2012 г.);[46][47]
- Грамота представительства Россотрудничества в США и Российского культурного центра в Вашингтоне за вклад в организацию и проведение V Международного фестиваля детских и юношеских русскоязычных театров, Вашингтон, США, (2015).
- Малый приз фестиваля военного кино им. Озерова (МФВК им. Озерова) от Российского союза ветеранов за фильм «Пусть это будет не зря!», Тула (2019);[48][49]
- Фильм «Они живы, пока мы их помним!» включен в сборник «Десять лучших роликов десятилетия страны 2010—2019», составляемого Российской Академией рекламы, Москва, (2019);
- Почетный приз «Spirit of the Peace» Международного кинофестиваля в Орландо, США, (2020);[50]